# 圣达尼老堂 (罗马)

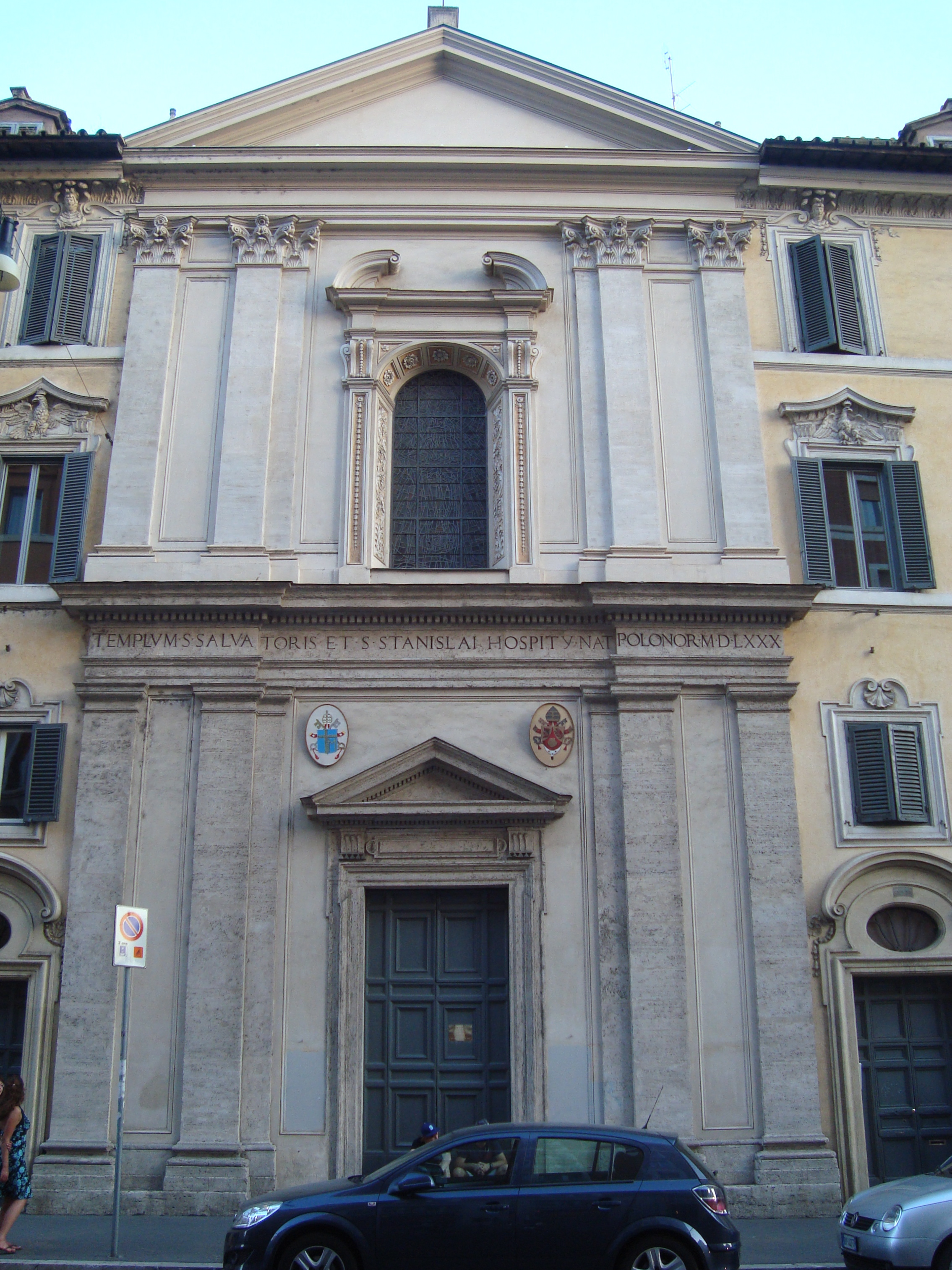

圣达尼老堂（義大利語：San Stanislao alle Botteghe Oscure）是意大利罗马的一座罗马天主教教堂，位于圣安杰洛区。它是波兰在罗马的国家教堂。

## 历史
该堂兴建在中世纪教堂救世主堂（San Salvatore in pensilis de Sorraca）的原址。1580年，額我略十三世将该堂赠送给波兰籍枢机主教奧西奧（Stanislaus Hosius），该堂进行了重建，并成为波兰的国家教堂，改而供奉波兰的主保圣人克拉科夫的圣达尼老。在18世纪，该堂彻底重修。

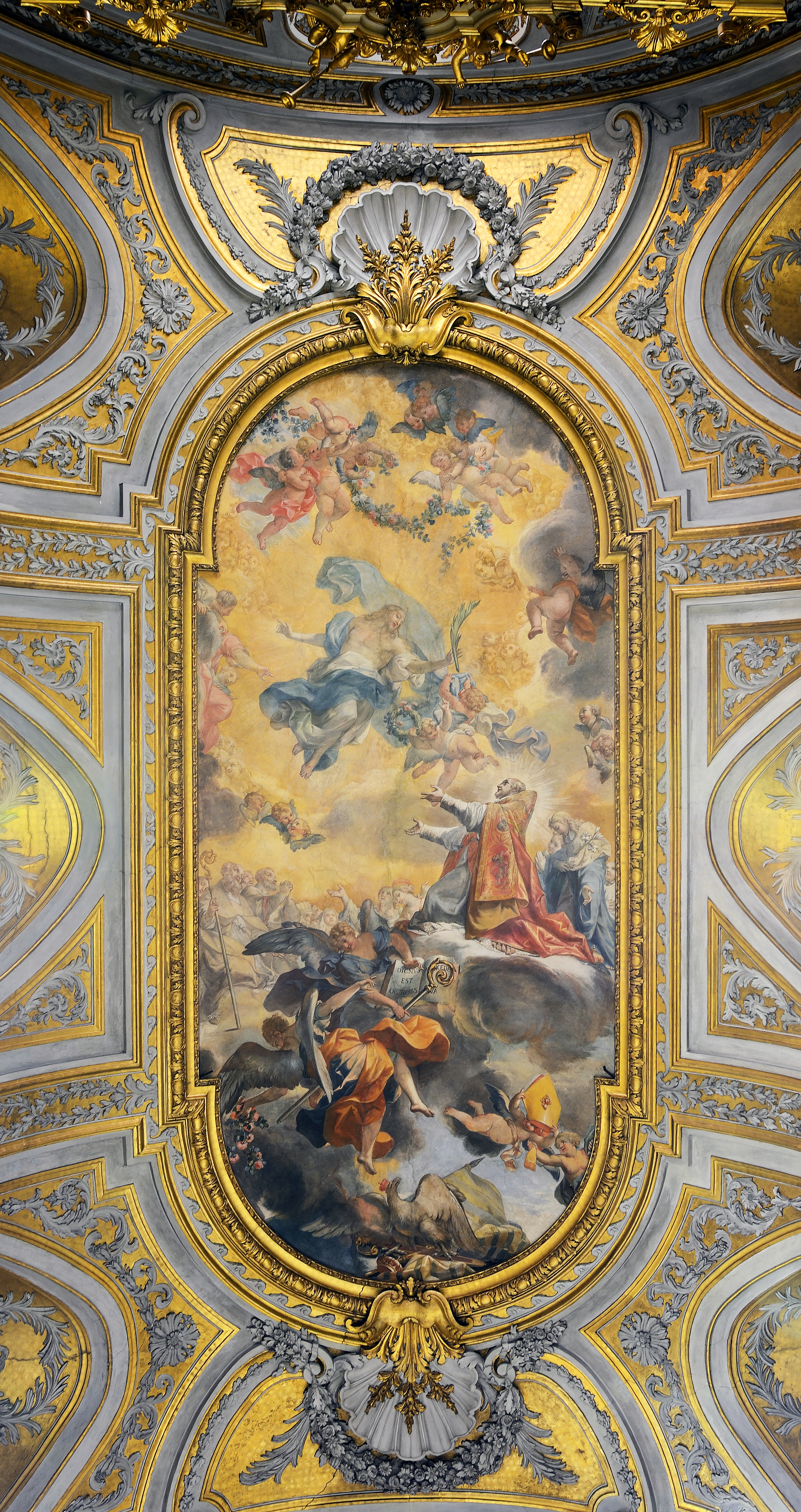
壁画《圣达尼老》